# Calomyscus elburzensis
Calomyscus elburzensis és una espècie de mamífer rosegador de la família dels calomíscids. Viu a l'Afganistan, l'Iran i el Turkmenistan. Es tracta d'un animal nocturn, diürn o crepuscular segons l'estació de l'any. S'alimenta de plantes del gènere Bromus. El seu hàbitat natural són els vessants de muntanya erms, secs i rocosos. És una espècie en risc mínim, és a dir, no sembla que hi hagi cap amenaça significativa per a la seva supervivència.